# 도노 슌
도노 슌(일본어: 東野 峻, 1986년 7월 11일 ~ )은 일본의 전직 프로 야구 선수이다.

## 인물

### 프로 입단 전
초등학교 3학년 때 외야수로서 야구를 시작해 6학년 때에 투수로 전향, 중학교 시절 팀의 주장을 맡아 봄에 있은 이바라키 현 대회에서 3위를 기록했다. 이바라키 현립 호코타 제1 고등학교에 입학한 후 타자로서도 활약해 고교 통산 36홈런을 기록했다. 고교 졸업 후 2004년에 프로 야구 드래프트 회의에서 7순위로 요미우리 자이언츠에 입단하면서 등번호는 93번으로 배정받았다.

### 요미우리 자이언츠 시절

#### 2005년 ~ 2007년
프로 입단 첫 해인 2005년과 이듬해 2006년에는 부상 때문에 겹치면서 2군에서만 주로 뛰다가 다음 해 2007년 2군 경기에서 27경기에 등판해 1.74의 평균자책점을 기록하는 등 기대 이상의 성적을 남겨 9월 13일에는 1군에 본격적으로 합류했다. 이후 도쿄 야쿠르트 스왈로스전에서 프로 데뷔 첫 등판을 했다.

#### 2008년
시범 경기에서 선발 투수로 활약해 노마구치 다카히코, 가도쿠라 겐과의 선발 6번째를 놓고 경쟁을 펼쳤지만 최종 등판에서는 이렇다할 만한 결과를 남기지 못하고 시즌 개막 직후 2군에서 뛰었다. 시즌 도중에는 1군에 대동하여 중간 계투로서 실적을 쌓은 후 9월 17일의 요코하마 베이스타스와의 경기(22차전)에서 프로 데뷔 후 처음으로 선발 등판했다. 그리고 6이닝을 던지면서 2안타 7탈삼진 2볼넷 2실점(자책점 2)을 기록해 프로 데뷔 후 첫 승리 투수가 되었다. 9월 23일, 연장 12회말에 등판해 18개의 공을 던지면서 경기를 마무리지었다. 9월 24일의 히로시마 도요 카프전(23차전)에서 선발로 등판해 6안타 9탈삼진 2볼넷 2실점(2자책점)의 성적으로 프로 첫 완투승을 기록하는 맹활약을 했다. 시즌 종료 직후인 11월 17일에는 등번호를 17번으로 변경한다고 발표했다.

#### 2009년
선발 로테이션에 참가하여 2009년 7월 14일의 도쿄 야쿠르트 스왈로스전에서는 데뷔 후 처음으로 완봉 승리를 거두었다. 시즌에서는 사사구 70개, 피홈런 18개, 6차례의 폭투로 제구력 난조로 인해 에 투구 이닝이 증가하기 쉬운 경기가 많아지면서 투구의 리듬이 나빠졌다는 지적을 받았다. 평균자책점 3.17은 리그 9위였지만 2개월 이상 승수가 올리지 않은 경우가 있어 8승 8패라는 성적으로 시즌을 마감했다. 클라이맥스 시리즈에서는 어드밴티지를 포함한 3승 1패로 맞이한 4차전에서의 선발을 맡았지만 도중에 강판당했다. 승리 투수가 될 수 없었지만 팀의 승리를 이끌었다. 일본 시리즈에서는 6차전의 선발을 맡았지만 1회 2사 1루에서 다카하시 신지의 타구가 오른손 손등에 맞아 강판당했다. 다시 또 승리 투수는 될 수 없었지만 팀은 일본 시리즈 우승을 제패했다.

#### 2010년
이듬해인 2010년 3월 3일, 효고 현 출신으로 4살 연상의 회사원과 결혼했고, 2010년 시즌 15승 이상 달성했을 경우 출신지인 호코타 시에서 도노의 고등학교 시절의 통학로였던 모교 앞 거리를 ‘도노 거리’(東野通り) 라는 이름으로 조성을 한다는 계획이 있다는 것을 호코타 시의 시장으로부터 보고되기도 했다.
시즌 첫 등판이 된 같은 달 28일 야쿠르트와의 3차전에는 6이닝 3실점으로 패전 투수가 되었고 5월 5일의 역시 야쿠르트전(8차전)에서 자신의 첫 무볼넷 완봉 승리, 5월 29일 사이타마 세이부 라이온스와의 3차전에서는 6회까지 무안타와 무실점으로 막아내는 호투를 포함한 8연승을 기록하며 그와 동시에 4월의 월간 MVP(3, 4월의 성적은 5승 1패)를 수상했다. 6월 29일의 히로시마전(마쓰다 스타디움)에서 자신의 첫 두 자릿수 승리 기록인 10승째를 달성해 전반기는 11승 2패, 평균자책점 2.68, WHIP 1.22의 좋은 성적으로 마에다 겐타와 함께 다승 부문 타이틀 경쟁을 펼쳤지만 후반기에서는 제구력 난조로 인해 2승 6패, 평균자책점 4.70, WHIP 1.57을 기록하며 부진했다.

#### 2011년
4월 12일, 야쿠르트와의 개막전(우베 시 야구장)에서는 6과 2/3이닝을 4안타(6회 종료시까지는 노히트) 2실점을 기록하며 호투했고 본인으로서는 처음으로 개막전 선발 투수로 등판하면서 승리로 장식했다. 5월 3일 도쿄 돔에서 열린 한신 타이거스전에서 프로 첫 홈런을 때려냈다. 이 날 등판에서는 1985년 일본 프로 야구 역사상 최고의 명승부로 기록된 일명 ‘백 스크린 3연발’ 이후 한신의 클린업 타선(도리타니 다카시, 아라이 다카히로, 크레이그 브라젤)에게 3타자 연속 홈런을 허용했다.
그 이후에는 호투를 해도 뚜렷한 성적이 나오지 않을 정도의 부진을 겪으면서 하라 감독으로부터 중간 계투로 전환되는 등 7월 13일 한신전에서는 동점인 상황에서 중간 계투로 등판했지만 아웃 카운트를 처리하지 못한 채 만루가 되어 마지막에는 히야마 신지로에게 끝내기 희생 플라이를 허용하면서 패전 투수가 되었다. 그 후에도 중간 계투로 등판해 7월 17일의 야쿠르트전에서는 첫 세이브를 기록했다. 후반기에는 올스타전에서 부상 당한 우쓰미의 이탈로 인해 선발로 다시 복귀했다. 그러나 9월에는 1승 3패와 평균자책점 5.84를 기록하면서 부진을 겪는 등 결국 8승 11패라는 시즌 성적을 남겼다.

#### 2012년
컨디션이 나빠질 정도로 시즌 대부분을 2군에서만 보냈고 1군에서는 6월 9일 세이부전에서 선발을 맡은 1경기에만 등판했다. 11월 5일에는 가쓰키 료타, 아난 도루와의 맞트레이드로 야마모토 가즈나오와 함께 오릭스 버펄로스에 이적되었다.

### 오릭스 버펄로스 시절
2013년에는 시즌 6경기 출전하여 1승 3패를 기록하였다. 2014년에는 1군 등판없이 2군에 머물렀고 2014년 10월 28일 전력외통보를 받고 방출되었다.
이후 11월 15일 요코하마 DeNA 베이스타스에 입단하였다.

### 요코하마 DeNA 베이스타스 시절
2015년 시즌에는 1군에서 3경기 등판했지만 부진하였고, 시즌 막판 방출통보를 받았다. 이후 은퇴를 표명하고 2016년부터 요코하마 DeNA의 타격투수로 활동하게 되었다.

## 상세 정보

### 출신 학교
- 이바라키 현립 호코타 제1 고등학교

### 선수 경력
- 요미우리 자이언츠(2005년 ~ 2012년)
- 오릭스 버펄로스(2013년 ~ 2014년)
- 요코하마 DeNA 베이스타스(2015년)

### 수상·타이틀 경력
- 월간 MVP : 1회(2010년 3·4월)
- JA 전농 Go·Go상 : 1회(최다 탈삼진상 : 2010년 5월)

### 개인 기록

#### 투수 기록
- 첫 등판 : 2007년 9월 13일, 대 도쿄 야쿠르트 스왈로스 23차전(메이지 진구 야구장), 8회말에 3번째 투수로서 구원 등판,2/3이닝 무실점
- 첫 탈삼진 : 2008년 4월 26일, 대 한신 타이거스 5차전(한신 고시엔 구장), 9회말에 가네모토 도모아키로부터
- 첫 홀드 : 2008년 7월 13일, 대 요코하마 베이스타스 11차전(도쿄 돔), 6회초 1사에 2번째 투수로서 구원 등판, 1/3이닝 무실점
- 첫 선발·첫 승리 : 2008년 9월 17일, 대 요코하마 베이스타스 22차전(요코하마 스타디움), 6이닝 2안타 2실점
- 첫 완투 승리 : 2008년 9월 24일, 대 히로시마 도요 카프 23차전(히로시마 시민 구장), 9이닝 6안타 2실점
- 첫 완봉 승리 : 2009년 7월 14일, 대 도쿄 야쿠르트 스왈로스 9차전(후쿠시마 현영 아즈마 구장)
- 첫 세이브 : 2011년 7월 17일, 대 도쿄 야쿠르트 스왈로스 14차전(도쿄 돔), 9회초에 4번째 투수로서 구원 등판·마무리, 1이닝 무실점

#### 타격 기록
- 첫 안타 : 2009년 4월 29일, 대 히로시마 도요 카프 5차전(MAZDA Zoom-Zoom 스타디움 히로시마), 4회초에 사이토 유키로부터 좌전 안타
- 첫 타점 : 2010년 5월 15일, 대 지바 롯데 마린스 1차전(도쿄 돔), 2회말에 나루세 요시히사로부터 좌전 적시타
- 첫 홈런 : 2011년 5월 3일, 대 한신 타이거스 4차전(도쿄 돔), 3회말에 노미 아쓰시로부터 우월 솔로 홈런

#### 기타
- 올스타전 출장 : 1회(2010년)

### 등번호
- 93(2005년 ~ 2008년)
- 17(2009년 ~ 2014년)
- 00(2015년)

### 연도별 투수 성적
| 연 도     | 소 속     | 등 판 | 선 발 | 완 투 | 완 봉 | 무 4 구 | 승 리 | 패 전 | 세 이 브 | 홀 드 | 승 률 | 타 자 | 이 닝 | 피 안 타 | 피 홈 런 | 볼 넷 | 고 4 | 몸 맞 | 탈 삼 진 | 폭 투 | 보 크 | 실 점 | 자 책 점 | 평 자 책 | W H I P |
| --------- | --------- | ----- | ----- | ----- | ----- | ------- | ----- | ----- | -------- | ----- | ----- | ----- | ----- | -------- | -------- | ----- | ---- | ----- | -------- | ----- | ----- | ----- | -------- | -------- | ------- |
| 2007년    | 요미우리  | 1     | 0     | 0     | 0     | 0       | 0     | 0     | 0        | 0     | ----  | 4     | 0.2   | 1        | 0        | 1     | 0    | 0     | 0        | 0     | 0     | 0     | 0        | 0.00     | 3.00    |
| 2008년    | 요미우리  | 28    | 2     | 1     | 0     | 0       | 2     | 0     | 0        | 2     | 1.000 | 213   | 54.0  | 35       | 7        | 16    | 1    | 3     | 53       | 3     | 0     | 17    | 17       | 2.83     | 0.94    |
| 2009년    | 요미우리  | 27    | 26    | 1     | 1     | 0       | 8     | 8     | 0        | 0     | .500  | 652   | 153.1 | 133      | 18       | 57    | 1    | 13    | 133      | 6     | 0     | 61    | 54       | 3.17     | 1.24    |
| 2010년    | 요미우리  | 27    | 26    | 1     | 1     | 1       | 13    | 8     | 0        | 0     | .619  | 673   | 157.0 | 152      | 11       | 55    | 1    | 9     | 140      | 4     | 1     | 64    | 57       | 3.27     | 1.32    |
| 2011년    | 요미우리  | 31    | 26    | 2     | 0     | 1       | 8     | 11    | 2        | 0     | .421  | 670   | 161.0 | 141      | 7        | 55    | 3    | 5     | 115      | 3     | 0     | 72    | 62       | 3.47     | 1.22    |
| 2012년    | 요미우리  | 1     | 1     | 0     | 0     | 0       | 0     | 0     | 0        | 0     | ----  | 18    | 5.0   | 3        | 1        | 0     | 0    | 1     | 2        | 0     | 0     | 2     | 2        | 3.60     | 0.60    |
| 2013년    | 오릭스    | 6     | 5     | 0     | 0     | 0       | 1     | 3     | 0        | 0     | .250  | 101   | 21.1  | 25       | 2        | 15    | 0    | 0     | 15       | 2     | 0     | 17    | 17       | 7.17     | 1.88    |
| 2015년    | DeNA      | 3     | 0     | 0     | 0     | 0       | 0     | 0     | 0        | 0     | .000  | 20    | 4.0   | 4        | 0        | 4     | 0    | 0     | 0        | 0     | 0     | 3     | 3        | 6.75     | 2.00    |
| 통산：8년 | 통산：8년 | 124   | 86    | 5     | 2     | 2       | 32    | 30    | 2        | 2     | .516  | 2331  | 554.1 | 494      | 46       | 203   | 6    | 31    | 458      | 18    | 1     | 236   | 212      | 3.43     | 1.25    |

- 2015년 기준.
- 2005년, 2006년은 1군 출장 없음.